# ارشیا سرشوق
ارشیا سرشوق بازیکن فوتبال اهل ایران است که در حال حاضر با پست هافبک دفاعی برای باشگاه فوتبال فجر سپاسی در لیگ برتر فوتبال ایران بازی می‌کند.

## دوران باشگاهی

### سپاهان
سرشوق از ابتدا در آکادمی فوتبال سپاهان عضویت داشت و در نهایت توسط ژوزه مورایس برای بازی در تیم اصلی سپاهان انتخاب شد.
وی اولین بازی خود را برای سپاهان در ۱۹ مرداد ۱۴۰۲ مقابل تراکتور انجام داد و در دقیقه ۷۰ جانشین محمد کریمی شد.
در تاریخ ۷ شهریور ۱۴۰۲ برای تقابل با پیکان در ترکیب اصلی قرار گرفت.
این بازیکن در آخرین روز نقل و انتقالات زمستانی فصل ۱۴۰۳-۱۴۰۴ به تیم ذوب آهن اصفهان پیوست.